# Тронже
Тронже́ (фр. Tronget) — коммуна во Франции, находится в регионе Овернь. Департамент коммуны — Алье. Входит в состав кантона Ле-Монте. Округ коммуны — Мулен.
Код INSEE коммуны — 03292.

## Население
Население коммуны на 2008 год составляло 933 человека.
| 1962 | 1968 | 1975 | 1982 | 1990 | 1999 | 2008 |
| ---- | ---- | ---- | ---- | ---- | ---- | ---- |
| 1042 | 1072 | 1015 | 1001 | 1058 | 928  | 933  |

## Экономика
В 2007 году среди 592 человек в трудоспособном возрасте (15—64 лет) 404 были экономически активными, 188 — неактивными (показатель активности — 68,2 %, в 1999 году было 71,1 %). Из 404 активных работали 357 человек (200 мужчин и 157 женщин), безработных было 47 (28 мужчин и 19 женщин). Среди 188 неактивных 29 человек были учениками или студентами, 92 — пенсионерами, 67 были неактивными по другим причинам.

## Фотогалерея

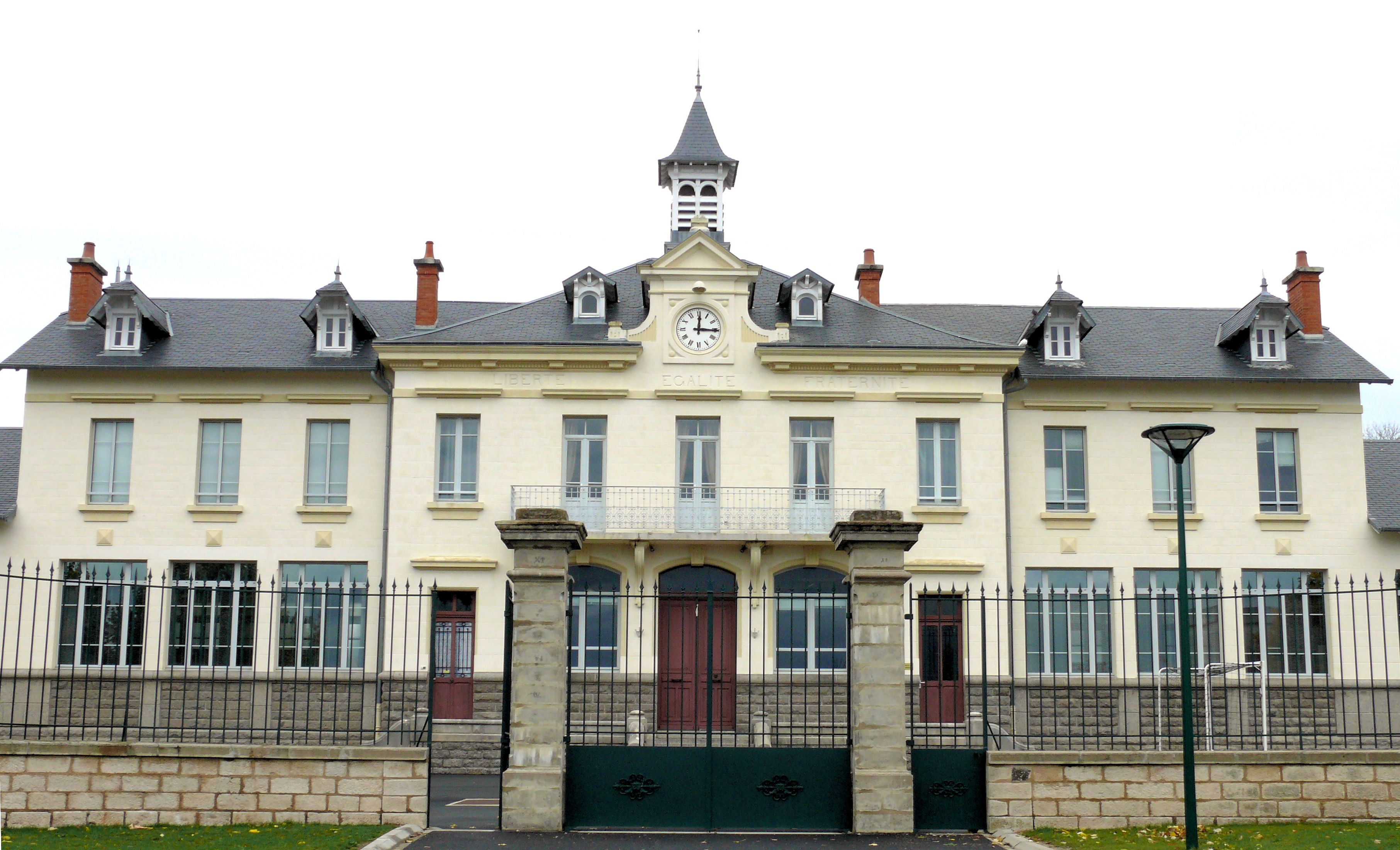
Мэрия
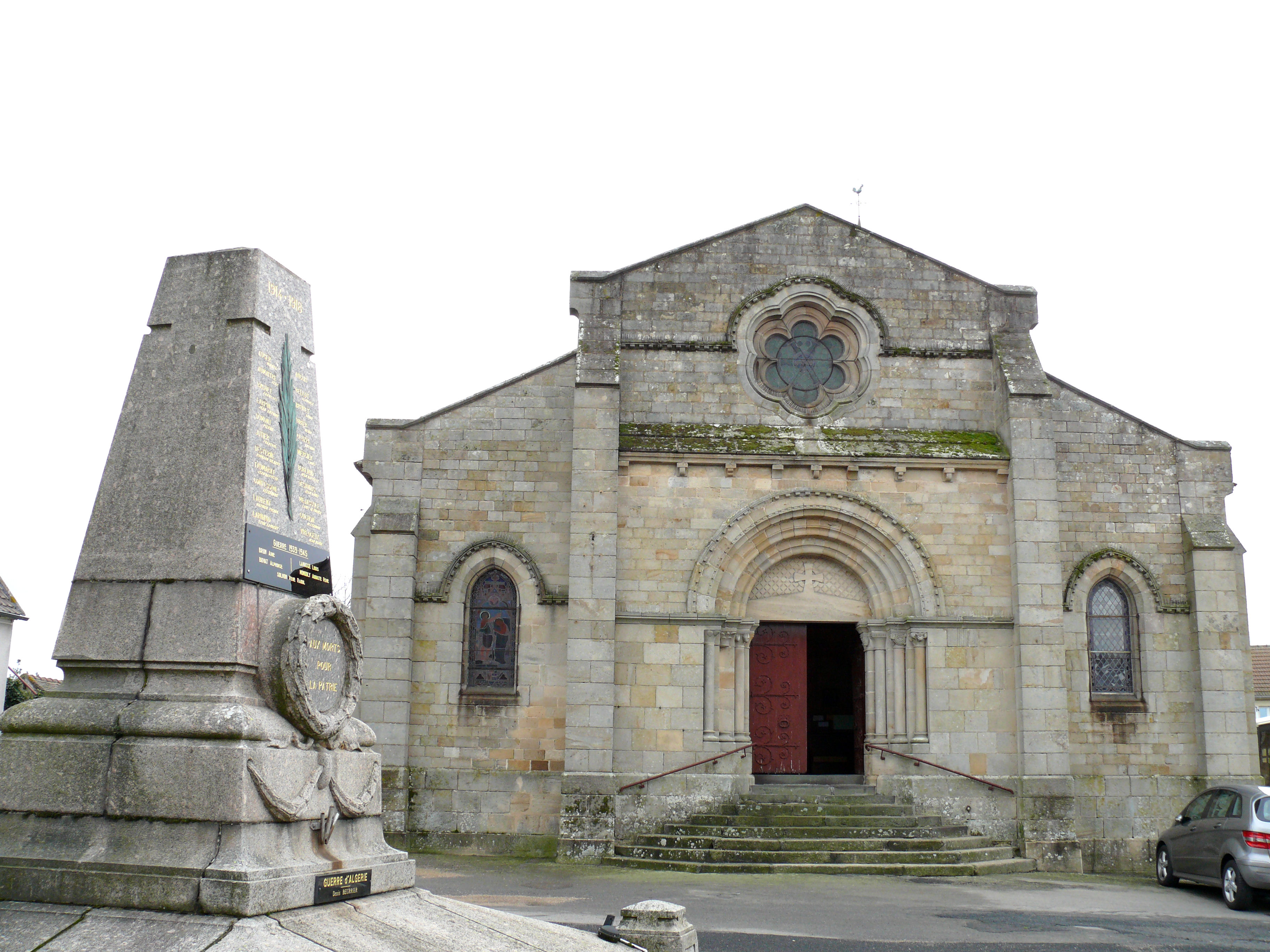
Церковь Сен-Морис